# Burni Kelalang
Burni Kelalang är ett berg i Indonesien.   Det ligger i provinsen Sumatera Utara, i den västra delen av landet, 1 500 km nordväst om huvudstaden Jakarta. Toppen på Burni Kelalang är 1 770 meter över havet, eller 200 meter över den omgivande terrängen. Bredden vid basen är 1,8 km.
Terrängen runt Burni Kelalang är kuperad åt nordost, men åt sydväst är den bergig. Runt Burni Kelalang är det mycket glesbefolkat, med 3 invånare per kvadratkilometer. I omgivningarna runt Burni Kelalang växer i huvudsak städsegrön lövskog.